# ميخائيل مارش
ميخائيل مارش (بالإنجليزية: Michael Marsh) هو منافس ألعاب قوى أمريكي، ولد في 4 أغسطس 1967 في لوس أنجلوس في الولايات المتحدة.

## وصلات خارجية
- ميخائيل مارش على موقع الاتحاد الدولي لألعاب القوى (الإنجليزية)
- ميخائيل مارش على موقع اللجنة الأولمبية الدولية (الإنجليزية)
- ميخائيل مارش على موقع أوليمبيديا (الإنجليزية)